# Мергель

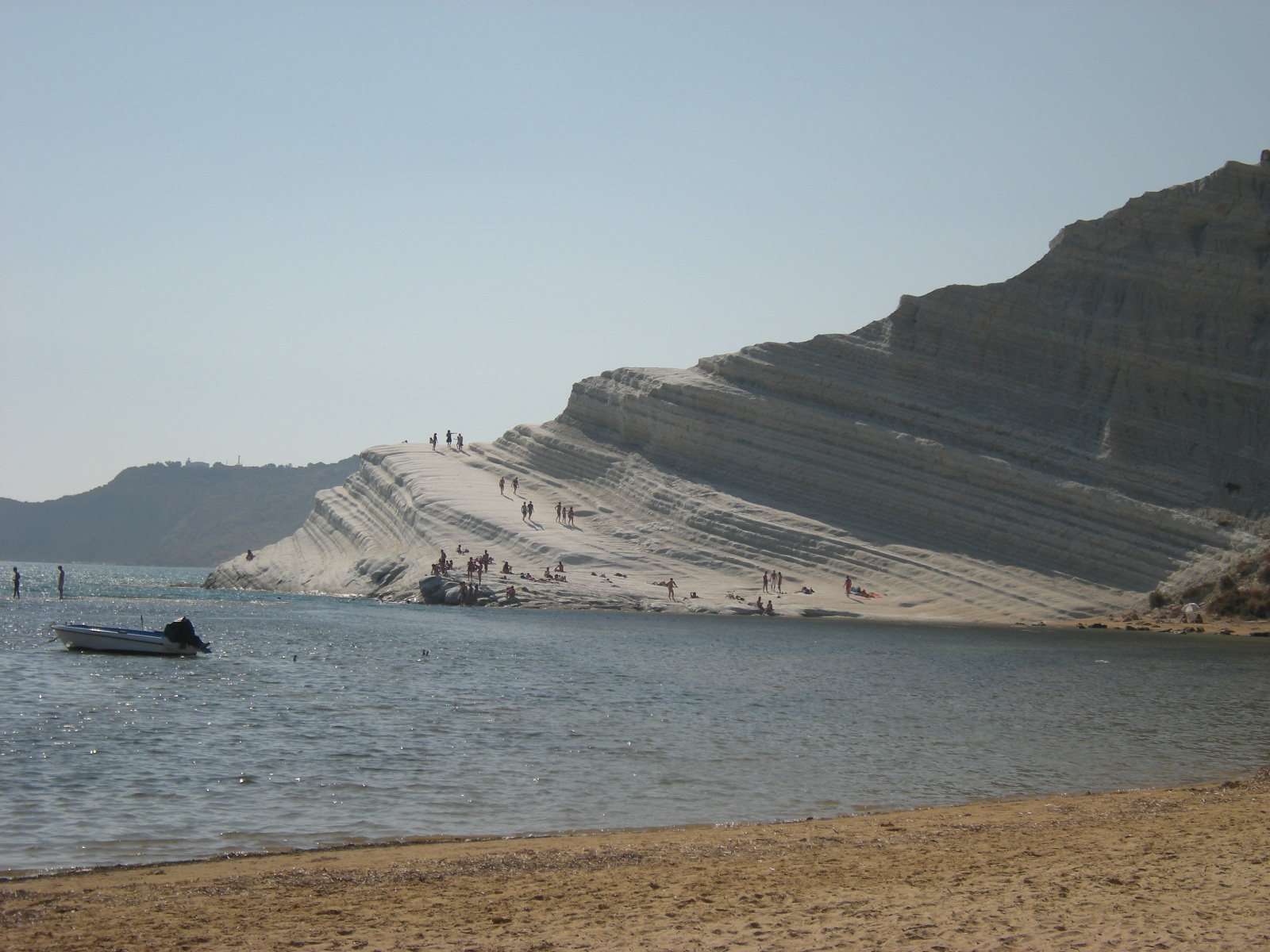
Мергельна скеля на південному узбережжі Сицилії

Ме́ргель (від лат. marga — рухляк) — осадова гірська порода змішаного глинисто-карбонатного складу, яка представлена переважно вапняком та глинами.

## Загальний опис
Мергель містить 30-90% карбонатів (кальцит, рідше доломіт) і, відповідно, 70-10% глинистих частинок. У залежності від складу породотвірних карбонатних мінералів мергелі поділяються на вапнякові, доломітові, глинисті, кремнеземисті.
Щільна або землиста гірська порода різного кольору: білого, сірого, жовтуватого, зеленуватого, червонуватого, чорного і строкатого. На відміну від глини, з якою він дуже схожий, інтенсивно реагує на розчин соляної кислоти (шипить і виділяє вуглекислий газ CO2). Утворюється з осаду в морях і озерах.
Окремо розрізняють мергель луговий (рос. мергель луговой, англ. meadow marl, нім. Wiesenmergel m) — те саме, що гажа.
Використовується для виготовлення цементу.

## В Україні
За запасами мергелів (7 родовищ) перше місце в Україні займає Донбас. Використовують мергель у цементній промисловості, будівництві. На мергелі працює, зокрема, Амвросіївський цементний завод (Донбас).